# 东华镇 (登封市)
```
  东华镇，隶属于河南省登封市，   位于登封市区南12公里，  东与告成镇、徐庄镇相连，南与白坪乡接壤，西与大金店镇相连，北与少林街道交界。镇政府距登封市区8.8千米，辖区东西最大距离7.5千米，南北最大距离7千米，行政区域总面积82.71平方千米。 
```

秦属颍川郡颍阳县，县治东华镇。1983年，改为东金店乡。2009年1月，撤乡建东华镇。  截至2019年末，东华镇户籍人口61414人。  截至2020年6月，东华镇下辖23个行政村，  镇人民政府驻东金店村东华大道。 
2011年，农民人均纯收入7383元。  截至2019年末，东华镇有工业企业84个，其中规模以上工业企业有21个，有营业面积超过50平方米以上的综合商店或超市14个。 

## 行政区划
东华镇下辖以下地区：
东金店村、少阳寨村、南店村、任村、袁村、郭村、马寺庄村、骆驼崖村、西土门口村、张楼村、周庄村、安窑村、石桥村、河门村、赵沟村、库庄村、背阴坡村、幽兰村、刘庄村、大王村、券门村、杨寺庄村和张寺庄村。